# 탈리스 리마 지 콘세이상 페냐
탈리스 리마 지 콘세이상 페냐(포르투갈어: Thalles Lima de Conceição Penha, 1995년 5월 18일 ~ 2019년 6월 22일)는 탈리스(포르투갈어: Thalles)라는 이름으로 알려져 있는 브라질의 축구 선수로, 포지션은 공격수였다.

## 생애
2007년부터 2013년까지 바스쿠 다 가마 유스 팀에서 활동했으며 2013년에 바스쿠 다 가마 성인 팀으로 승격되면서 캄페오나투 브라질레이루 세리이 A 무대에 데뷔했다. 2018년에는 일본의 축구 클럽인 알비렉스 니가타로 임대되었고 2019년에는 브라질의 축구 클럽인 폰치 프레타로 임대되었다. 2019년 6월 22일에 리우데자네이루주 상곤살루에서 모터사이클 사고로 사망했다.

## 수상

### 클럽
바스쿠 다 가마
- 캄페오나투 카리오카 2회 우승 (2015, 2016)

### 국가대표
- 2014년 툴롱컵 우승